# Štěpánov (Bezděkov)
Štěpánov (německy Stiepanow) je osada Bezděkova, ležící 458 m n. m. v CHKO Železné hory. Žije zde 6 obyvatel.

## Historie
První zmínka pochází z roku 1556 jako o Sstiepanowu. První známé osudy sdílela spolu s Libicí nad Doubravou, kdy byla majetkem kláštera ve Vilémově. Po zániku kláštera patřila Trčkům z Lípy a roku 1556 ji Vilém Trčka z Lípy prodal Janovi z Předboře. V roce 1581 vlastnil Štěpánov Aleš Předbořský, majitel studeneckého panství. Předpokládá se, že on, nebo jeho následovník Adam Předbořský z Předboře zde nechal vystavět tvrz. Adam ale podporoval povstání a byl v roce 1623 odsouzen a protože se nechce vzdát své víry odchází do ciziny.
Tvrz byla v roce 1626 vypálena. O panství se stará strýc Adama Albrecht Hyldebrant Lukavský z Lukavice. Roku 1650 je Štěpánov prodán syny Albrechta paní Evě Kustošové na Horním Studenci. Roku 1699 Štěpánov kupuje Augustin Voračický z Paběnic. Dále je známa koupě z roku 1708, kdy Štěpánov kupuje Rudolf Haugvic z Biskupic. Jeho následovník Norbert František Haugvic, hejtman Čáslavského kraje prodal statek Václavu Leveneurovi z Grünwaldu na Studenci.
V druhé polovině 18. století byl v místě tvrze vystavěn zámek. Je v půdorysu trojhranu, dvoukřídlý a jednopatrový. Je zde i zrušený pivovar z roku 1744 a pěkná kaplička z 18. století.
Od roku 1952 v budově zrušeného lihovaru sídlilo učiliště Štěpánov, později i s internátem a kuchyní, vyučující postupně obory zemědělské, zednické a truhlářské. V roce 1998 došlo ke sloučení s učilištěm v Chotěboři a školním rokem 2005–2006 zde byl provoz ukončen a výuka přesunuta do Chotěboře.
| Rok            | 1869 | 1880 | 1890 | 1900 | 1910 | 1921 | 1930 | 1950 | 1961 | 1970 | 1980 | 1991 | 2001 |
| -------------- | ---- | ---- | ---- | ---- | ---- | ---- | ---- | ---- | ---- | ---- | ---- | ---- | ---- |
| Počet obyvatel | 82   | 46   | 63   | 71   | 70   | 73   | 47   | 55   | 36   | 37   | 29   | 18   | 8    |